# Остановка (фильм, 2007)
«Остановка» (англ. Pitstop) — американский короткометражный фильм 2007 года режиссёра Мелани МакГро.

## Сюжет
Большая семья едет по пустынной дороге. В машине вместе с отцом и матерью девять детей. Они останавливаются на небольшой заправке, чтобы отдохнуть. У Мэгги, одной из сестёр, есть фотоаппарат, но она не решается делать снимки, так как не уверена, что они того стоят. Пока она была в туалете, её семья уезжает, забыв про неё. Оставшись одна, Мэгги идёт в дом, где встречает одинокую женщину, занимающуюся гравировкой. Они знакомятся, и женщина угощает Мэгги кофе. Становится ясно, что женщина переживает разлуку с любимой. Во время краткого разговора Мэгги обретает уверенность, и когда машина возвращается за ней, она решается сделать свой первый снимок.

## Актёрский состав
| В ролях        |  | Персонаж          |
| -------------- |  | ----------------- |
| Шонна Янгквист |  | Мэгги (Маргарет)  |
| Андрия Хелин   |  | Джун              |
| Гретхен Кернер |  | Конни, мама Мэгги |
| Блейк Освальд  |  | Джо, папа Мэгги   |

## Награды
Фильм получил следующие награды:
| Награды                      | Награды | Награды                     | Награды   | Награды       |
| ---------------------------- | ------- | --------------------------- | --------- | ------------- |
| Фестиваль / Премия           | Год     | Награда                     | Категория | Победитель    |
| BAFTA/LA Student Film Awards | 2008    | BAFTA/LA Student Film Award |           | Мелани МакГро |
| Student Academy Awards       | 2008    | Bronze Medal                | Narrative | Мелани МакГро |